# Horário de Verão da Europa Central
| roxa          | Horário dos Açores / Horário de Verão dos Açores (UTC-1 / UTC±0)                    |
| Azul claro    | Horário da Europa Ocidental (UTC±0)                                                 |
| Azul          | Horário da Europa Ocidental / Horário de Verão da Europa Ocidental (UTC±0 / UTC+1). |
| Vermelho      | Horário da Europa Central / Horário de Verão da Europa Central (UTC+1 / UTC+2).     |
| Amarelo claro | Horário de Kaliningrado (UTC+2).                                                    |
| Amarelo       | Horário do Leste Europeu / Horário de Verão do Leste Europeu (UTC+2 / UTC+3).       |
| Verde claro   | Horário da Turquia, Horário de Moscovo (UTC+3).                                     |

Horário de Verão da Europa Central (CEST em inglês) é um dos nomes do horário UTC+2, 2 horas à frente do Tempo Universal Coordenado. É usado como horário de verão na maior parte da Europa e uma parte dos países da Norte de África. Durante o inverno, o Horário da Europa Central (CET em inglês) (UTC+1) é usado. 

## Uso
Os seguintes países e territórios utilizam o Horário de Verão da Europa Central, entre as 1:00 UTC do último domingo de Março e as 1:00 do último domingo de Outubro[carece de fontes?].
- Albânia, regularmente desde 1974
- Alemanha, regularmente desde 1980
- Andorra, regularmente desde 1985
- Áustria, regularmente desde 1980
- Bélgica, regularmente desde 1980
- Bósnia e Herzegovina, regularmente desde 1983
- Croácia, regularmente desde 1983
- Dinamarca, (metropolitana) 1980
- Eslováquia, regularmente desde 1979
- Eslovênia, regularmente desde 1983
- Espanha (exceto as Ilhas Canárias), regularmente desde 1974
- França (metropolitana) 1976
- Gibraltar, regularmente desde 1982
- Hungria, regularmente desde 1980
- Itália, regularmente desde 1966
- Liechtenstein
- Luxemburgo, regularmente desde 1977
- Macedônia do Norte, regularmente desde 1983
- Malta, regularmente desde 1974
- Mónaco, regularmente desde 1976
- Montenegro, regularmente desde 1983
- Noruega, regularmente desde 1980
- Países Baixos (metropolitana) 1977
- Polónia, regularmente desde 1977
- Chéquia, regularmente desde 1979
- San Marino, regularmente desde 1966
- Sérvia, regularmente desde 1983
- Suécia, regularmente desde 1980
- Suíça , regularmente desde 1981
- Tunísia, uma vez que 2005
- Vaticano, regularmente desde 1966

O CEST foi utilizado também entre 1993 a 1995 em  Portugal.